# Třebeň (przystanek kolejowy)
Třebeň – przystanek kolejowy w Třebeň, w kraju karlowarskim, w Czechach. Położony jest na wysokości 450 m n.p.m.
Na przystanku nie ma możliwości zakupu biletów, a obsługa podróżnych odbywa się w pociągu.

## Linie kolejowe
- 146 Cheb – Luby u Chebu